# Zbigniew Pastuszak
Zbigniew Pastuszak (ur. 7 sierpnia 1969) – polski profesor nauk społecznych, profesor i prorektor Uniwersytetu Marii Curie-Skłodowskiej.

## Życiorys
W 1994 ukończył zarządzanie na Politechnice Lubelskiej. Stopień doktora nauk o zarządzaniu otrzymał w 1999 w Instytucie Organizacji i Zarządzania w Przemyśle „Orgmasz” na podstawie pracy pt. „Restrukturyzacyjne skutki prywatyzacji przedsiębiorstw państwowych – technika, produkcja, logistyka (w świetle badań przedsiębiorstw)”. W 2009 na Wydziale Zarządzania Uniwersytetu Warszawskiego otrzymał stopień doktora habilitowanego nauk o zarządzaniu na podstawie pracy pt. „Implementacja zaawansowanych rozwiązań biznesu elektronicznego w przedsiębiorstwie”. 11 grudnia 2023 otrzymał tytuł profesora w dziedzinie nauk społecznych, dyscyplinie nauki o zarządzaniu i jakości.
Pełni funkcję Prorektora ds. rozwoju i współpracy z gospodarką na UMCS, jest też kierownikiem Katedry Systemów Informacyjnych i Logistyki na Wydziale Ekonomicznym UMCS oraz przewodniczącym Komisji Ekonomii i Zarządzania Polskiej Akademii Nauk O/Lublin. W latach 2012–2019 był dziekanem Wydziału Ekonomicznego UMCS, w latach 2009–2012 dyrektorem Instytutu Zarządzania Wydziału Ekonomicznego UMCS, a także prorektorem ds. Nauki i Współpracy Międzynarodowej w Wyższej Szkole Przedsiębiorczości i Administracji w Lublinie w latach 2009–2011.
Oprócz działalności naukowej jest też członkiem Rady Rozwoju Lublina, członkiem Kapituły Nagrody Gospodarczej Prezydenta Lublina, członkiem Rady Nadzorczej Miejskiego Przedsiębiorstwa Wodociągów i Kanalizacji Sp. z o.o. w Lublinie, był członkiem Rady Nadzorczej Lubelskiego Parku Naukowo-Technologicznego SA. 6 marca 2024 Pastuszak został prezesem PGE Dystrybucja.
Autor około 250 prac naukowych, w tym kilkudziesięciu artykułów publikowanych w czasopismach zagranicznych.